# جافخوني
أرض جافخوني الدولية الرطبة هو اسم أرض رطبة تقع في جنوب شرق محافظة أصفهان وفي شرق مدينة فرزنه بمحافظة أصفهان حيث يتدفق نهر زيانده. تعتبر منطقة جافخوني الرطبة واحدة من الأراضي الرطبة الشهيرة في المرتفعات الوسطى في إيران. تبلغ مساحة هذه الأراضي الرطبة الحيوية 476 كيلومترًا مربعًا، وتقع على بعد 167 كيلومترًا جنوب شرق أصفهان، و30 كيلومترًا من مدينة فرزنه وعلى مقربة من الكثبان الرملية. ويبلغ ارتفاعها عن سطح البحر 1470 متراً، وأقصى عمق لها 150 سنتيمتراً. يتمتع المستنقع المذكور بموارد بيولوجية غنية بالطبع، بالإضافة إلى الأنشطة الأخرى التي يقوم بها تجاه البيئة. كما يعتبر هذا المستنقع ملجأ للطيور المهاجرة، وهو من مناطق الجذب السياحي بكل هذه المميزات.
تهيمن التقلبات والتغيرات في أوقات الجفاف وفي الأوقات الرطبة من السنة وظروف الإدارة المختلفة على الوضع المائي للأراضي الرطبة. وتفتقر هذه المساحة إلى النشاط البشري والسكن. وأقرب مستوطنة إلى جافخوني هي مدينة فارزانه السياحية التي تبعد حوالي 23 كيلومترًا عن مصب البحيرة. وفي بقية المناطق تقع قرى دستجرد وملوجرد وحسن آباد وخارا من قضاء الجرقوية العليا في جنوب تلة الرمال على أطراف الهور، ولا تستطيع هذه القرى الوصول إلى هور البقر إلا مروراً بقرية خارا.

## الخصائص الجغرافية للأهوار
تقع جاوخوني مردب في الشمال الشرقي من قرية جارقوي (السفلى والعليا) وجنوب غرب مدينة نائين وغرب منطقة ندوشن في محافظة يزد وشمال غرب صحراء أبرقو وشرق منطقة رودشتين، ويبلغ عرض الجزء الأوسع منها حوالي 45 كم وعرض 25 كم. كم طويلة. تكون المياه في الأهوار أكثر في الشتاء، أما في الصيف، ولأن نهر الزياندة يصل إلى استهلاك ري الأرض، كما تقل نسبة المياه الواردة، فتقل مساحة الأهوار. المنطقة المحيطة بالأهوار جافة وغير مأهولة بشكل عام ضمن دائرة نصف قطرها عشرة كيلومترات. تكون المياه في الأهوار أكثر في الشتاء، أما في الصيف، ولأن نهر الزياندة يصل إلى استهلاك ري الأرض، كما تقل نسبة المياه الواردة، فتقل مساحة الأهوار. المنطقة المحيطة بالأهوار جافة وغير مأهولة بشكل عام ضمن دائرة نصف قطرها عشرة كيلومترات. وفي وسط الهور حفرة غائرة لم تجف حتى الآن (في زمن المؤلف عام 1982) وتشكل بحيرتها الرئيسية.

## مناخ
في أحد الأقسام، تُسمى الأراضي الرطبة في جافخوني مع التفاوت المحيط بها "المنطقة الحارة والجافة والرياح" في النظام المناخي.

## الغطاء النباتي
تتنوع أنواع النباتات في هذه المنطقة بشكل كبير بسبب بعض عوامل التربة (الملمس ومستوى الماء). توجد أنواع الأراضي الرطبة المحبة للملوحة على حافة الأراضي الرطبة، وتوجد أنواع محبة للرمال على التضاريس الرملية، وتوجد أنواع محبة للطباشير على تلال جنوب الأراضي الرطبة، وتوجد أنواع محبة للصخور في سفوحها. وقد أدت الحرارة والإشعاع والجفاف الشديد مع تأثير الرياح إلى خلق ظروف صعبة للنباتات في هذه المنطقة.

## أزمة في الأراضي الرطبة
مع التخصيص العشوائي للمياه للصناعات والحدائق، انخفضت المياه الواردة لهذه الأراضي الرطبة منذ فترة طويلة إلى الصفر وتم تدمير هذه الأراضي الرطبة عمليًا. وفي الوقت نفسه، فإن إيران عضو في اتفاقية رامسار الدولية، ولا يحق لها بموجبها إصدار قوانين من شأنها تجفيف الأراضي الرطبة. أراضي جافخوني الدولية الرطبة بمساحة 47 ألف هكتار، والتي تقع بالقرب من مركز أزمة الغبار شرق أصفهان، بمساحة 2,250,000 هكتار، إذا لم يتم استعادتها، يمكن أن تصبح مركز أزمة آخر.